# Günther Wever
Günther Wever (* 25. September 1920 in Berlin-Steglitz; † 19. August 2004 in Essen)
war ein deutscher Jagdflieger, Jurist, Rechtsanwalt und Industrie-Manager (als Direktor der Preussag AG).

## Leben
Günther Wever war der erste der beiden Söhne des Generals Walther Wever und seiner Ehefrau Hertha geb. Suadicani. Wever legte am Gymnasium in Berlin-Zehlendorf sein Abitur ab. Nach dem Arbeitsdienst trat er als Fahnenjunker in die Luftwaffe ein und wurde 1940 zum Leutnant befördert. Er kam nach Nordfrankreich zum Zerstörer-Geschwader 2, bei dem er Anfang August 1940 den Beginn der Luftschlacht um England mitmachte. Ein Autounfall brachte ihn über einen kurzen Lazarettaufenthalt zum Stab des V. Flieger-Korps. Im Frühjahr 1941 zum Zerstörergeschwader 26 versetzt, machte er mit diesem als Adjutant der II. Gruppe den Balkan- und Kretafeldzug und ab Juni 1941 den Russlandfeldzug mit. 1942 kam er, inzwischen zum Oberleutnant befördert, als Lehrer an die Luftkriegsschule 2 in Berlin-Gatow. 1943 wurde er als Ordonnanzoffizier zum Führungsstab des Luftwaffenkommandos Mitte – der späteren Luftflotte Reich – in Berlin abkommandiert.
Ab dem Sommersemester 1946 studierte er zunächst Philosophie und dann Rechtswissenschaften an der Universität Würzburg. Nach seinem ersten juristischen Staatsexamen in Würzburg folgte ein Referendariat im Oberlandesgerichtsbezirk Hamm (zumeist in Essen), das er 1953 mit dem Assessor-Examen vor dem Landesjustizprüfungsamt in Düsseldorf abschloss.

### Berufliche Karriere
Ab 1953 war er juristischer Mitarbeiter beim Verband öffentlicher Verkehrsbetriebe, dem heutigen Verband Deutscher Verkehrsunternehmen, mit Sitz in Essen. 1956 wechselte er als Rechtsanwalt zur Bochumer Bergbau AG. Nach Stilllegung der Steinkohlen-Bergwerke im Bochumer Raum bewarb er sich bei der Preußischen Bergwerks- und Hütten AG (Preussag), der ersten Volksaktiengesellschaft, bei der er 1961 den Dienst als Justitiar der Steinkohlen-Bergwerke in Ibbenbüren aufnahm. 1965 wurde er zur Hauptverwaltung der Gesellschaft nach Hannover versetzt. Als Direktor der Preussag leitete er das Gesamtvorstandssekretariat. 1985 wurde er pensioniert.

## Familie
Günther Wever heiratete 1954 in Essen Ingeborg Ballas, Tochter des Rechtsanwalts, Notars und Syndikus der Friedrich Krupp AG Walter Ballas und seiner Frau Edith geb. Lingenbrink. Aus der Ehe stammen zwei Kinder.

## Auszeichnungen
- Eisernes Kreuz I. Klasse